# Чара
Ча̀ра (на якутски: Чаара) е река в Азиатската част на Русия, Източен Сибир, Забайкалски край, Иркутска област и Република Якутия (Саха), ляв приток на Ольокма (от басейна на Лена). Дължината ѝ е 851 km, която ѝ отрежда 58-о място по дължина сред реките на Русия.
През 1636 г. руският първопроходец Пьотър Бекетов пръв се изкачва нагоре по река Ольокма, като открива устието на Чара, а през следващите 3 години обхожда голяма част от басейна на реката и се изкачва нагоре по течението ѝ като закупува от местното население ценни животински кожи и прави първото ѝ описание.
Река Чара изтича от североизточния ъгъл на езерото Голямо Леприндо (17,3 km2), разположено на 975 m н.в., в южното подножие на хребета Кодар (част от Северобайкалската планинска земя), в северната част на Забайкалски край. След изтичането си от езерото Чара тече на североизток през Чарската котловина (дължина над 100 km), където силно меандрира, разделя се на ръкави и образува множество езера (старица) и проточни острови. След това реката завива на север и в дълбок и тесен пролом пресича източната част на хребета Кодар. Тук коритото ѝ става праволинейно, тясно (до 40 – 60 m), с множество прагове и бързеи. По-нататък Чара тече между Патомското и Ольокмо-Чарското плато на изток в началото на север, а след това на североизток. В този участък долината ѝ става широка, с полегати залесени склонове, а руслото ѝ се увеличава до 100 – 1500 m, в което отново изобилстват меандрите, изоставените езера (старици) и дълги пясъчни острови. Влива отляво в река Ольокма (от басейна на Лена), при нейния 28 km, на 122 m н.в., на 20 km югоизточно от град Ольокминск, Република Якутия (Саха).
Водосборният басейн на Чара има площ от 87,6 хил. km2, което представлява 41,71% от водосборния басейн на река Ольокма и се простира в крайната северна част на Забайкалски край, крайната североизточна част на Иркутска област и югозападната част на Република Якутия (Саха).
Границите на водосборния басейн на реката са следните:
- на изток – водосборните басейни на реките Орюс-Миеле, Тас-Миеле, Хани и други по-малки леви притоци на Ольокма;
- на юг, запад исевер – водосборните басейни на реките Витим, Голям Патом и други по-малки десни притоци на Лена.

Река Чара получава над 103 притока с дължина над 10 km, като 4 от тях са с дължина над 100 km:
- 711 → Апсат 105 / 1280, Забайкалски край
- 407 → Жуя 337 / 22600, при село Чара, Иркутска област
- 165 → Молбо 334 / 6040, Република Якутия (Саха)
- 73 ← Токко 446 / 23100, Република Якутия (Саха)

Подхранването на реката е смесено, като преобладава снежното. Пълноводието на реката е през май и юни (около 55 дни) когато преминава до 95% от годишния отток. В началото на пълноводието нивото на реката се повишава средно с 252 сантиметра на денонощие. През лятото често се наблюдават катастрофални дъждовни прииждания на Чара, когато нивото на реката за едно денонощие може да се повиши до 4,5 m. Среден многогодишен отток при село Токко (на 121 km от устието) 638,83 m3/s, което като обем представлява 19,694 km3/год., максимален отток (юни) 2352,48 m3/s (абсолютен максимум 3930 m3/s, юни 1981 г.) минимален (март) 41,81 m3/s (абсолютен минимум 26 m3/s, март 1941 г.). Чара замръзва през октомври, а се размразява през май.
По течението на реката са разположени осем населени места:
- Забайкалски край – посьолок Новая Чара; села: Чара (районен център), Кюст Кемда и Чапо-Олого
- Иркутска област – село Чара
- Република Якутия (Саха) – селата: Бяс Кюел, Атирдах и Токко

Поради планинския си характер Чара е притегателно място за развиване на речен туризъм – рафтинг. В най-горното си течение, на протежение на повече от 100 km по долината на реката преминава участък от трасето на Байкало-Амурска железопътна магистрала.